# Max Hallet
Max Hallet, född 1864, död 1941, var en belgisk jurist och politiker.
Hallet var advokat, finansborgarråd i Bryssel 1912-31, medlem av senaten 1912-19, och från 1919 socialdemokratisk ledamot av representantkammaren och en av partiets ledande män, blev en av kammarens vice talmän 1926 och var från 1930 1:e vice talman.